# Protocolo DAN
Protocolo DAN, cujo nome vem da sigla para Defeat Autism Now (em inglês) ou Derrote o Autismo Já (em português), é um protocolo de diversas ações para o tratamento do autismo através de métodos diferentes dos abordados pela neurologia atual, através da biomedicina. Esse movimento iniciou-se nos Estados Unidos, pelo Instituto de Pesquisas sobre Autismo (ARI, na sigla em inglês), fundado em 1967 pelo médico e cientista PhD Bernard Rimland, autoridade no assunto e pai de um garoto com autismo. Uma das principais ações é a dieta totalmente isenta de duas proteínas: glúten e caseína, esta última presente no leite animal, conhecida como Dieta SGSC (sem glúten e sem caseína).
O ARI, que é uma entidade sem fins lucrativos, publica trimestralmente, desde 1987, um boletim chamado Autism Research Review International Newsletter, com os avanços biomédicos e educacionais na pesquisa do autismo.

## História
Na década de 1960, sem se conformar com a visão limitada da sociedade médica que tratava o autismo como uma doença mental, Bernard Rimland, médico, cientista, pai e estudioso, fundou o Autism Research Institute (Instituto de Pesquisas no Autismo) e, a partir de 1980, junto com os médicos, Sidney Baker e John Pangborn, deu origem ao movimento DAN.
Em 1995, o instituto fez a primeira Conferência DAN, reunindo um grupo de aproximadamente 30 médicos e cientistas cuidadosamente selecionados em Dallas, com a finalidade de expressar e compartilhar idéias para derrotar o autismo o mais  rapidamente possível. Os participantes, dos Estados Unidos e da Europa, representavam as mentes mais avançadas e melhores mentes no mundo do autismo, que continuam a trabalhar juntos com o objetivo de encontrar tratamentos cada vez mais eficazes.
O objetivo formal do movimento DAN era de "se dedicar à exploração, validação e disseminação de intervenções biomédicas cientificamente documentadas para indivíduos dentro do espectro autístico, através da colaboração de médicos, cientistas e pais". A experiência desses grupos mostrava que o autismo era causado por estresss oxidativo, metilação inadequada e distúrbios na sulfatação que acabaram atingindo o cérebro e provocando as alterações que chamamos de autismo.
A conferência começou produzindo um protocolo de ações que poderia ser usado por médicos em toda parte como uma guia para a avaliação clínica de pacientes autistas, conduzindo para apropriar o tratamento. Depois de um ano de trabalho árduo – o original, representando uma indicação do consenso médica alternativa avançada ao diagnóstico e ao tratamento do autismo, está agora disponível.

## Objetivos
Para o Protocolo DAN, há muitos pontos a serem analisados que podem estar afetando a criança com autismo, pois o comportamento autista se mantém em um tripé que envolve os sistemas imunológico, intestinal e endócrino e baseia-se em tratar o autismo através do comportamento do processo metabólico de cada indivíduo. O método encontra falhas, excessos, desequilíbrios que ocorrem no organismo, através de exames específicos de sangue, urina, fezes e mineralograma. O objetivo final é superar essas falhas e junto com um tratamento educacional intensivo, recuperar essas crianças. Além de verificar o excesso de metais no organismo, esses exames também podem mostrar outros problemas como défit em vitaminas, aminoácidos e sais minerais, hormônios, alergias, intoxicação alimentar e inflamações.
A estratégia de intervenção deve ser planejada e a interpretação de eventos que ocorram deve ser cuidadosa, tanto do ponto de vista objetivo quanto subjetivo, de tal modo que eventuais ajustes na conduta sejam implementados. Nunca se deve esquecer que, em algumas ocasiões, o uso de medicamentos pode vir a ser necessário.
Em Janeiro, 1995 o Instituto de Pesquisas sobre Autismo, ARI, cuidadosamente selecionou 30 médicos e cientistas 30 médicos e cientistas com a finalidade de expressar de compartilhar das informações e das idéias para derrotar o autismo o mais rapidamente possível. Os participantes, dos USA e da Europa, representam algumas das melhores mentes no mundo do autismo.
O manual com o protocolo completo pode ser comprado diretamente no site do ARI, nos Estados Unidos, por 30 dólares.
Fundamental observarmos que o Protocolo DAN não apresenta qualquer comprovação científica, com diversos estudos mostrando que a dieta proposta, livre de caseína e glúten, já foi desacreditava por diversos estudos científicos com boas metodologias, e demonstrada em revisão sistemática.